# DVD映像 ザ・モーニング娘。 ALL SINGLES COMPLETE 全35曲 〜10th ANNIVERSARY〜
『DVD映像 ザ・モーニング娘。 ALL SINGLES COMPLETE 全35曲～10th　ANNIVERSARY～』（ディーブイディーえいぞう ザ・モーニングむすめ。 オール・シングルス・コンプリート ぜんさんじゅうごきょく～テンス・アニバーサリー～）は、モーニング娘。のミュージック・ビデオ集。DVD2枚組。2007年12月19日発売。

## 概要
- 本作は初回限定盤が存在せず、通常盤1種類のみの発売となっている。
- 1998年1月発売のメジャーデビューシングル「モーニングコーヒー」から、2007年11月発売の35thシングル「みかん」までの全35曲のシングル曲のミュージック・ビデオを収録している。
- 全35曲の映像がディスク2枚、約168分にわたり収められている。
- 歴代メンバーの曲紹介シーンは収録されてない。

## 収録曲

### Disc 1
1. モーニングコーヒー
2. サマーナイトタウン
3. 抱いてHOLD ON ME!
4. Memory 青春の光
5. 真夏の光線
6. ふるさと
7. LOVEマシーン
8. 恋のダンスサイト
9. ハッピーサマーウェディング
10. I WISH
11. 恋愛レボリューション21
12. ザ☆ピ〜ス!
13. Mr.Moonlight 〜愛のビッグバンド〜
14. そうだ!We're ALIVE
15. Do it!Now
16. ここにいるぜぇ!
17. モーニング娘。のひょっこりひょうたん島

### Disc 2
1. AS FOR ONE DAY
2. シャボン玉
3. Go Girl 〜恋のヴィクトリー〜
4. 愛あらばIT'S ALL RIGHT
5. 浪漫 〜MY DEAR BOY〜
6. 女子かしまし物語
7. 涙が止まらない放課後
8. THE マンパワー!!!
9. 大阪 恋の歌
10. 色っぽい じれったい
11. 直感2 〜逃した魚は大きいぞ!〜
12. SEXY BOY 〜そよ風に寄り添って〜
13. Ambitious! 野心的でいいじゃん
14. 歩いてる
15. 笑顔YESヌード
16. 悲しみトワイライト
17. 女に 幸あれ
18. みかん

## 仕様
- パッケージBOXは、当時の現役メンバー9名が各々違う色の衣装で横1列に並んでいる。
  - 左から亀井絵里、新垣里沙、高橋愛、久住小春、田中れいな、リンリン、ジュンジュン、光井愛佳、道重さゆみ。